# Łucznictwo na Igrzyskach Azjatyckich 2018
Łucznictwo na Igrzyskach Azjatyckich 2018 – jedna z dyscyplin rozgrywana podczas igrzysk azjatyckich w Dżakarcie i Palembangu. Zawody odbyły w dniach 22 – 28 sierpnia w Gelora Bung Karno Sports Complex w stolicy Indonezji. Do rywalizacji w ośmiu konkurencjach przystąpiło 268 zawodników z 29 państw.

## Uczestnicy
W zawodach wzięło udział 268 zawodników z 29 państw.
| Reprezentacja                | Liczba zawodników |
| ---------------------------- | ----------------- |
| Arabia Saudyjska             | 3                 |
| Bangladesz                   | 13                |
| Bhutan                       | 8                 |
| Chiny                        | 8                 |
| Chińskie Tajpej              | 16                |
| Filipiny                     | 5                 |
| Hongkong                     | 8                 |
| Indie                        | 16                |
| Indonezja                    | 16                |
| Irak                         | 2                 |
| Iran                         | 14                |
| Japonia                      | 8                 |
| Katar                        | 7                 |
| Kazachstan                   | 16                |
| Kirgistan                    | 5                 |
| Korea Południowa             | 16                |
| Korea Północna               | 7                 |
| Laos                         | 6                 |
| Malezja                      | 16                |
| Mjanma                       | 6                 |
| Mongolia                     | 14                |
| Nepal                        | 5                 |
| Pakistan                     | 8                 |
| Singapur                     | 9                 |
| Sri Lanka                    | 2                 |
| Tadżykistan                  | 4                 |
| Tajlandia                    | 14                |
| Wietnam                      | 12                |
| Zjednoczone Emiraty Arabskie | 4                 |
| 29 reprezentacji             | 268               |

## Medaliści
| Konkurencja                            | Złoto                                                               | Srebro                                                          | Brąz                                                                             |           |
| Mężczyźni                              | Mężczyźni                                                           | Mężczyźni                                                       | Mężczyźni                                                                        | Mężczyźni |
| -------------------------------------- | ------------------------------------------------------------------- | --------------------------------------------------------------- | -------------------------------------------------------------------------------- | --------- |
| Zawody indywidualne z łuku klasycznego | Kim Woo-jin                                                         | Lee Woo-seok                                                    | Riau Ega Agata Salsabilla                                                        | [ 3 ]     |
| Zawody drużynowe z łuku bloczkowego    | Korea Południowa · Choi Yong-hee · Hong Sung-ho · Kim Jong-ho       | Indie · Rajat Chauhan · Aman Saini · Abhishek Verma             | Malezja · Lee Kin Lip · Mohd Juwaidi Mazuki · Alang Ariff Aqil Muhammad Ghazalli | [ 4 ]     |
| Zawody drużynowe z łuku klasycznego    | Chińskie Tajpej · Luo Wei-min · Tang Chih-chun · Wei Chung-heng     | Korea Południowa · Kim Woo-jin · Lee Woo-seok · Oh Jin-hyek     | Chiny · Li Jialun · Sun Quan · Xu Tianyu                                         | [ 5 ]     |
| Kobiety                                |                                                                     |                                                                 |                                                                                  |           |
| Zawody indywidualne z łuku klasycznego | Zhang Xinyan                                                        | Diananda Choirunisa                                             | Kang Chae-young                                                                  | [ 6 ]     |
| Zawody drużynowe z łuku bloczkowego    | Korea Południowa · Choi Bo-min · So Chae-won · Song Yun-soo         | Indie · Muskan Kirar · Madhumita Kumari · Jyothi Surekha Vennam | Chińskie Tajpej · Chen Li-ju · Chen Yih-suan · Lin Ming-ching                    | [ 7 ]     |
| Zawody drużynowe z łuku klasycznego    | Korea Południowa · Chang Hye-jin · Kang Chae-young · Lee Eun-gyeong | Chińskie Tajpej · Lei Chien-ying · Peng Chia-mao · Tan Ya-ting  | Japonia · Ayano Kato · Kaori Kawanaka · Tomomi Sugimoto                          | [ 8 ]     |
| Mikst                                  |                                                                     |                                                                 |                                                                                  |           |
| Zawody drużynowe z łuku bloczkowego    | Chińskie Tajpej · Chen Yi-hsuan · Pan Yu-ping                       | Korea Południowa · Kim Jong-ho · So Chae-won                    | Iran · Fereshteh Ghorbani · Nima Mahboubi Matbooe                                | [ 9 ]     |
| Zawody drużynowe z łuku klasycznego    | Japonia · Takaharu Furukawa · Tomomi Sugimoto                       | Korea Północna · Kang Un-ju · Pak Yong-won                      | Chiny · Xu Tianyu · Zhang Xinyan                                                 | [ 10 ]    |

## Tabela medalowa
| Pozycja | Reprezentacja    | Złoto | Srebro | Brąz | Razem |
| ------- | ---------------- | ----- | ------ | ---- | ----- |
| 1.      | Korea Południowa | 4     | 3      | 1    | 8     |
| 2.      | Chińskie Tajpej  | 2     | 1      | 1    | 4     |
| 3.      | Chiny            | 1     | 0      | 2    | 3     |
| 4.      | Japonia          | 1     | 0      | 1    | 2     |
| 5.      | Indie            | 0     | 2      | 0    | 2     |
| 6.      | Indonezja        | 0     | 1      | 1    | 2     |
| 7.      | Korea Północna   | 0     | 1      | 0    | 1     |
| 8.      | Iran             | 0     | 0      | 1    | 1     |
| 8.      | Malezja          | 0     | 0      | 1    | 1     |
| Razem   | Razem            | 8     | 8      | 8    | 24    |